# سفارة بوليفيا في روسيا
سفارة بوليفيا في روسيا هي أرفع تمثيل دبلوماسي لدولة بوليفيا لدى روسيا. تقع السفارة في موسكو وهي تهدف لتعزيز المصالح البوليفية في روسيا.

## وصلات خارجية
- قائمة سفارات بوليفيا
- قائمة السفارات في روسيا